# Malcolm MacDonald

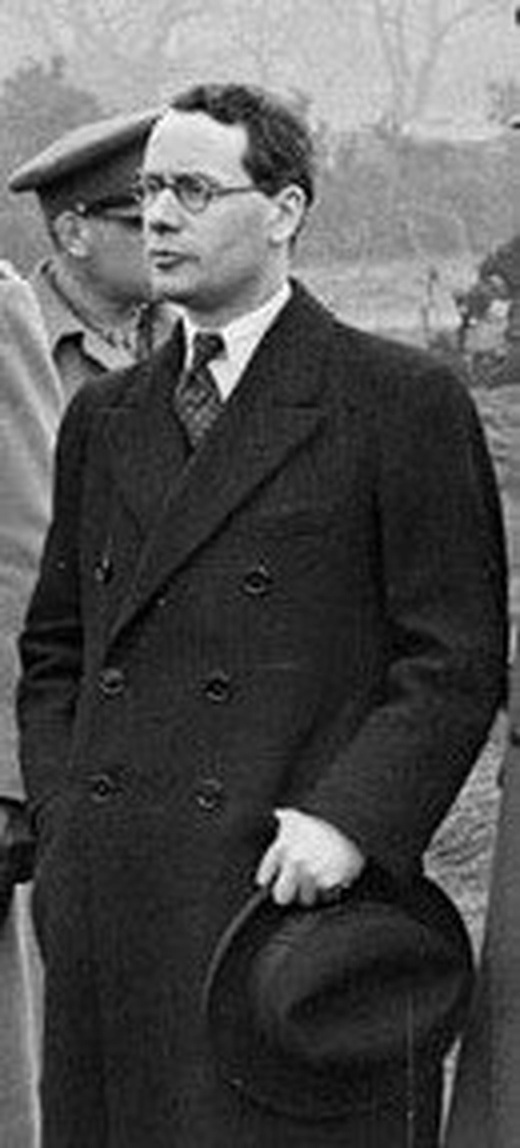
Malcolm MacDonald

Malcolm John MacDonald (Lossiemouth/Moray, 17 januari 1901 – Raspit Hill/Kent, 11 januari 1981) was een Brits politicus van de Labour Party.
Malcolm John MacDonald was de zoon van de voormalige Britse premier Ramsay MacDonald. Hij studeerde aan de Universiteit van Oxford. In 1929 werd hij gekozen tot parlementslid in het Lagerhuis.
In 1931 werd MacDonald onder-staatssecretaris van het Ministerie voor Koloniën. In 1935 werd hij eerst staatssecretaris voor koloniën en vervolgens van 1935 tot 1938 staatssecretaris voor Dominion Affairs. Aansluitend was hij tot 1940 weer staatssecretaris voor koloniën en gelijktijdig tot 1939 ook staatssecretaris voor Dominion Affairs. In die periode publiceerde MacDonald naar aanleiding van de Arabisch-Palestijnse opstand zijn MacDonald White Paper waarin hij de onafhankelijkheid van Palestina binnen 10 jaar in het vooruitzicht stelde en de Joodse immigratie beperkte.
Van 1940 tot 1941 was hij minister van Gezondheid. In 1941 werd MacDonald aangesteld als Hoge Commissaris in Canada, waar hij tot 1946 bleef.
Van 1946 tot 1948 was hij Gouverneur-generaal van Malakka, Singapore en Brits-Borneo. Aansluitend was hij tot 1955 Commissaris-generaal in Zuidoost Azië. Tot 1960 was hij Hoge Commissaris in India. In 1960 werd hij de leider van de Britse delegatie van de Laos-conferentie in Génève.
In 1963 werd MacDonald Gouverneur-generaal van Kenia en droeg in 1964 de macht over aan Jomo Kenyatta. Aansluitend bleef hij tot 1965 als Hoge Commissaris in Kenia. Tot 1970 bleef hij in dienst als gezant van premier Harold Wilson voor Afrika.
- Bibliothèque nationale de France: cb13173858f (data)
- Gemeinsame Normdatei: 118894781
- International Standard Name Identifier: 0000 0001 2120 5871
- Library of Congress Control Number: n50041959
- Nationale Bibliotheek van Tsjechië: xx0284138
- Nationale bibliotheek van Australië: 35318536
- Nationale Bibliotheek van Israël: 987007274135105171
- Nederlandse Thesaurus van Auteursnamen: 087201364
- Istituto Centrale per il Catalogo Unico: UTOV540650
- LIBRIS: 230825
- SNAC: w69k6v8p
- Système universitaire de documentation: 035202106
- Trove: 909994
- Virtual International Authority File: 10644112
- WorldCat: E39PBJjMDWTjpTF7k9Fdy9Qcyd